# Sviloš
Sviloš (ćir.: Свилош) je naselje u općini Beočin u Južnobačkom okrugu u Vojvodini.

## Stanovništvo
U naselju Sviloš živi 362 stanovnika, od toga 274 punoljetna stanovnika, a prosječna starost stanovništva iznosi 39,3 godina (38,2 kod muškaraca i 40,6 kod žena). U naselju ima 123 domaćinstva a prosječan broj članova po domaćinstvu je 2,94.
Prema popisu stanovništva iz 1991. godine u naselju je živjelo 347 stanovnika.
| Etnički sastav 2002. |            |        |
| Narod                | Stanovnika | %      |
| Srbi                 | 350        | 96,68% |
| Jugoslaveni          | 2          | 0,55%  |
| Hrvati               | 2          | 0,55%  |
| Slovaci              | 2          | 0,55%  |
| nepoznato            | 1          | 0,27%  |

| broj stanovnika | 470   | 472   | 417   | 419   | 367   | 347   | 362   |
|                 | 1948. | 1953. | 1961. | 1971. | 1981. | 1991. | 2001. |

## Vanjske poveznice
- Karte, udaljenosti vremenska prognoza  Arhivirana inačica izvorne stranice od 11. rujna 2009. (Wayback Machine)
- [neaktivna poveznica]